# Filatelistično društvo »Lovro Košir«
Filatelistično društvo Lovro Košir Škofja Loka  združuje zbiralce znamk in drugega poštno-zgodovinskega materiala filatelističnih društev. Osnovni namen združenja je bogatitev in širjenje filatelističnega znanja v lokalnem okolju, čeprav člani prihajajo tudi iz drugih držav. 

## Dejavnosti
Osnovne dejavnosti društva so:
- izdajateljska dejavnost (knjige, zborniki, dotiskane dopisnice in ovitki pisem, priložnostni poštni žig, plakati in vabila)
- tekmovalna dejavnost (člani društva pripravljajo tekmovalne eksponate po pravili FZS, FEPA in FIP)
- promocijska (priprava netekmovalnih razstav, objavljanje v sredstvih obveščanja)
- družabna (srečevanja članov, izmenjava filatelističnega materiala, debate, predavanja in tečaji)

## Začetki
V letu 1949 ustanovljena Filatelistična zveza Slovenije je dala pobudo za ustanavljanje društev na terenu. Običajno se društva združijo v zvezo, tu pa je bila pobuda posredovana z vrha, saj je takrat delovalo le nekaj filatelističnih društev. Nekatera od njih sicer z že častitljivo tradicijo, kot na primer Filatelistični klub Ljubljana od leta 1934, Društvo filatelistov Maribor od leta 1933 in Slovensko filatelistično društvo Ljubljana od leta 1919. Pobudi FZS so sledili tudi filatelisti z območja Škofje Loke in 30. 10. 1949 ustanovili Filatelistično društvo Lovro Košir. Društvo je ob ustanovitvi štelo 66 članov, 34 rednih in 32 mladincev.
Ustanovitev FD Lovro Košir Škofja Loka so vodili člani, ki so tudi zasedli vodilna mesta v društvu.
Upravni odbor so vodili:
- predsednik: Otokar Burdych,
- podpredsednik: Vojislav Veselinovič,
- tajnik: Velimir Sloboda,
- blagajnik: Stanislav Strgulc.

Člani odbora so bili: Franc Vraničar, Viktor Kolendo, Lado Jamar, Jožko Krašovec in Jože Repovš. Nadzornemu odboru je predsedoval Dušan Kafol, člana sta bila Franjo Kosec in Ana Lukanc. Častno razsodišče sta sestavljala Stanko Hribernik kot predsednik in Viktor Kolendo kot član. Po sprejemu ustanovitvenih aktov so društvo registrirali pri FZS pod zaporedno številko 23. 
Začelo se je redno delo. Člani so se redno zbirali na menjalnih sestankih. Ker društvo ni imelo svojih prostorov, so se pozimi srečevali v gostilni Jaklič, poleti pa na vrtu gostilne Fojkar. Za mladino so bila organizirana srečanja ob nedeljah dopoldne v gostilni Krona, poleg tega pa so aktivno delovali tudi mentorji na gimnaziji. Mladina in novi člani so se učili osnov zbiranja znamk, sestavljanja zbirk za tekmovanja in o možnostih nabave gradiva.
Ker so filatelisti hoteli svoje delo prikazati v javnosti, so v izložbi urarja Plantariča na Mestnem trgu pripravili prvo propagandno razstavo. Mimoidoči in zainteresirani so si jo lahko ogledali med 22. februarjem in 5. marcem 1951. Med razstavo in po njej  se je v društvo vključilo več novih članov, stari člani pa so dobili spodbudo za nadaljevanje dela v društvu. 
Leta 1956 so škofjeloška podjetja organizirala prvo gospodarsko razstavo. Člani filatelističnega društva so jo izkoristili za svojo promocijo. V prostorih osnovne šole Škofja Loka so organizirali prvo samostojno društveno filatelistično razstavo. V času od 14. do 22. julija 1956 je bila razstava množično obiskana.